# Jingzhou (Jingzhou)
Jingzhou (chiń. upr. 荆州区; chiń. trad. 荊州區; pinyin Jīngzhōu Qū) – dzielnica w północnej części prefektury miejskiej Jingzhou w prowincji Hubei w Chińskiej Republice Ludowej. Liczba mieszkańców dzielnicy w 2010 roku wynosiła 553756.